# محمد ناصر الحمضان
محمد ناصر الحمضان العتيبي (2 مارس 1935 -) هو وزير الأوقاف الكويتي الاسبق، شارك بالعديد من المناصب الحكومية والمستقلة وهو حاليا متطوع ومتفرغ للمجال التطوعي والاغاثي.

## حياته ونشأته
بداية التسلسل الدراسي
1. مدرسة الخنيني 1943-1944
2. مدرسة ملا مرشد 1944-1946
3. المدرسة القبلية 1947-1950
4. حصل على الثانوية العامة 1964
5. حصل على شهادة الليسانس في الحقوق من جامعة الأسكندرية 1968

## التدرج الوظيفي
1. وظيفة إدارية بوزارة الصحة 1952-1969
2. محامي بإدارة الفتوى والتشريع 1969-1970
3. نائب بإدارة الفتوى والتشريع 1970-1973
4. نائب أول بإدارة الفتوى والتشريع 1973
5. وكيل وزارة مساعد بوزارة الأوقاف والشؤون الإسلامية 1973-1975
6. وكيل وزارة الأوقاف والشؤون الإسلامية 1975-1990
7. عضو مجلس إدارة الشركة الوطنية العقارية 1975-1976
8. رئيس مجلس إدارة الشركة الوطنية العقارية 1985
9. وزير الأوقاف والشؤون الإسلامية 1990-1991 مجلس الوزراء الكويتي

وقد شارك بالعديد من اللجان بمسمى عضو منها هيئة الخليج والجنوب بوزارة الخارجية، لجنة شؤون المختارين بوزارة الداخلية، لجنة الاعلام بوزارة الاعلام.

## الأعمال التطوعية
1. أحد مؤسسين الهيئة الخيرية الإسلامية العالمية
2. أحد مؤسسين منظمة الدعوة الإسلامية في الخرطوم
3. عضو جامعة النيجر
4. عضو جامعة أوغندا الإسلامية
5. نائب رئيس جامعة الملك فيصل في تشاد

## الدكتوراة الفخرية
تم منحه في 2010 شهادة الدكتوراة الفخرية في مجال الدعوة من جامعة أفريقيا العالمية في السودان. نظير ما قدمه من عمل في المجال التطوعي والاغاثي للقارة الأفريقية خاصة وللمسلمين عامه.